# Schwanefeld
Schwanefeld là một đô thị ở huyện Börde thuộc bang Sachsen-Anhalt, nước Đức. Đô thị Schwanefeld có diện tích 5,42 km², dân số thời điểm ngày 31 tháng 12 năm 2006 là 287 người.